# Gauville (Eure)
Pour les articles homonymes, voir Gauville.
Ne doit pas être confondu avec Gauville-la-Campagne.
Gauville ou Gauville-près-Verneuil est une ancienne commune française du département de la Eure, intégrée à Verneuil-sur-Avre depuis 1844.

## Histoire
L'église Saint-Pierre était à la présentation de l'Abbaye de Jumièges
En 1844, Gauville est absorbé par Verneuil-sur-Avre.

## Démographie
| 1793 | 1800 | 1806 |
| ---- | ---- | ---- |
| 110  | 102  | 111  |

| 1821 | 1831 | 1836 |
| ---- | ---- | ---- |
| 102  | 73   | 84   |

| 1841 | - | - |
| ---- | - | - |
| 88   | - | - |